# Kenichi Kaga
Kenichi Kaga (Akita, 30 september 1983) is een Japans voetballer.

## Carrière
Kenichi Kaga speelde tussen 2002 en 2011 voor Júbilo Iwata en Consadole Sapporo. Hij tekende in 2012 bij FC Tokyo.